# Споменик јунацима Прве српске добровољачке дивизије
Споменик јунацима Прве српске добровољачке дивизије (Бијела пирамида) је споменик посвећен палим борцима Прве српске добровољачке дивизије на фронту у Добруџи током Првог свјетског рата.
Споменик је подигла Краљевина Срба, Хрвата и Словенаца, а открио га је 7. септембра 1926. краљ Александар I Карађорђевић заједно са својим тастом краљем Фердинандом I од Румуније. Налази се на узвишењу православног гробља у Меџидији. До споменика води „Алеја српских јунака“. Направљен је у облику пирамиде од бијелог венчачког мермера који је донесен из Србије.

## Натпис
| „ | Јунацима Прве српске добровољачке дивизије палим у Добруџи у борбама од 25. августа до 12. октобра 1916. год. за ослобођење и уједињење. Захвална отаџбина Краљевина Срба, Хрвата и Словенаца. | ” |

Године 2009. је додата плоча на којој је написано: „Овде је вечна кућа ратника јунака Прве српске добровољачке дивизије, палим на тлу Добруџе у жестоким биткама 1916. збратимљених са румунским војницима у вери и жртвама. Нека им је вечна слава.“